# اسکیت روی یخ

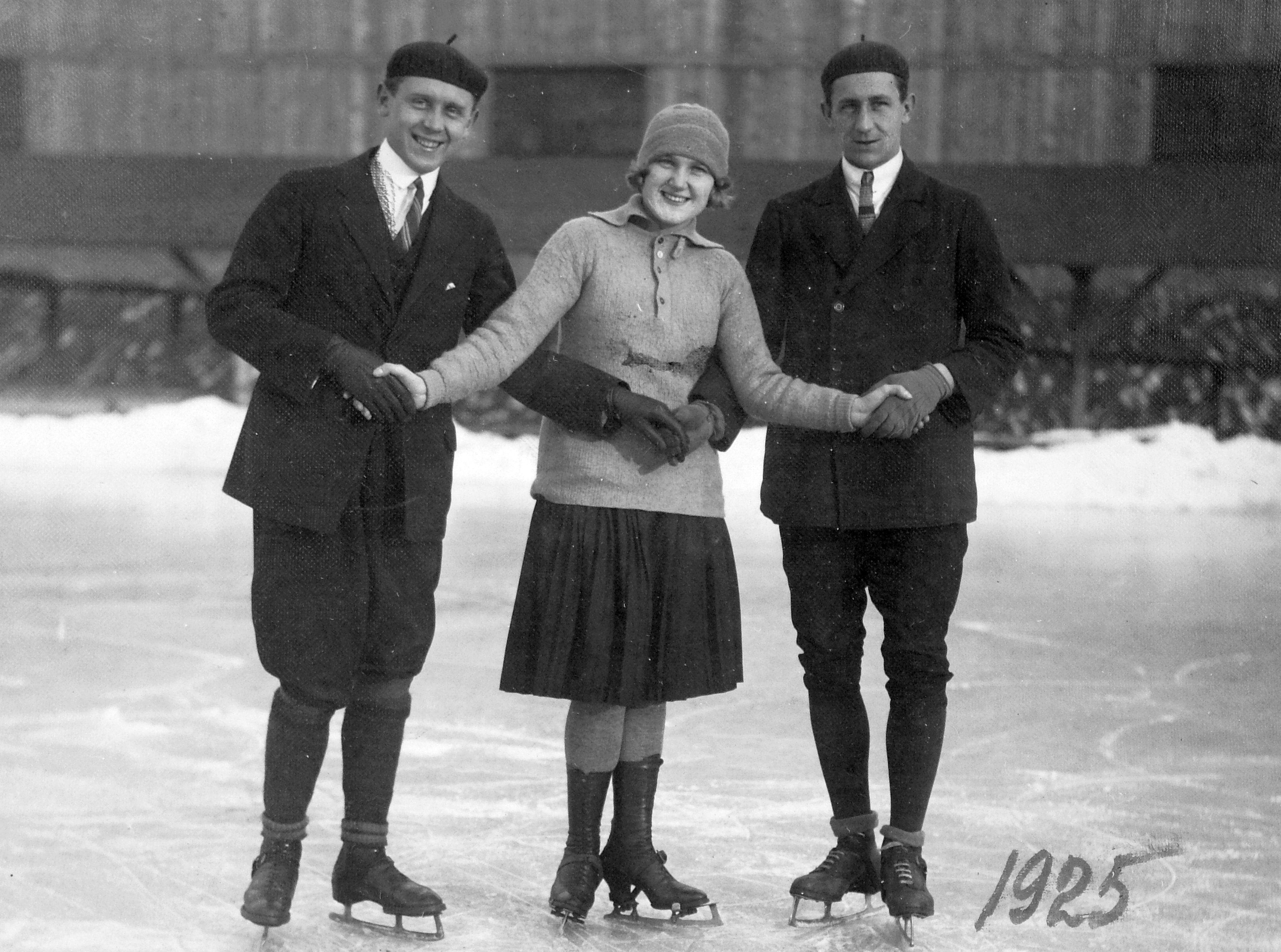
یخ‌اسکیت‌گرانِ بیرونِ‌در، در 1925

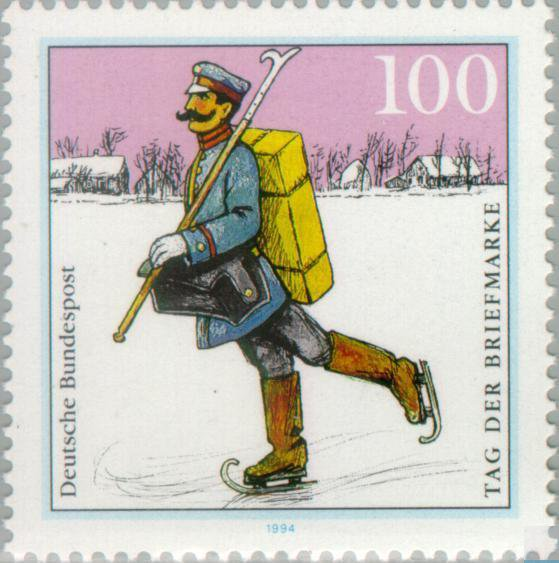
یک پستچی در آلمان طی زمستان 1900 (تمبر از 1994)

یخ‌سُره یا پاتیناژ (به فرانسوی: patinage sur glace) یا اسکیت روی یخ، خودپیش‌رانش کسی بر برگه‌ای از یخ، با به‌کاربردن اسکیت‌هایی که دارای تیغهٔ‌فلزی‌ هستند و مخصوص این کار طراحی شده اند. این فعالیت می‌تواند به دلیل‌های گوناگونی شامل بازآفرینش، ورزش، تمرین، و سفر انجام شود. اسکیت روی یخ ممکن است روی سطوحی که به‌ طور ویژه برای این کار آماده‌شده اند(آرِنا‌ها، تِرَک‌ها، پارک‌ها)، هردوی درون‌در و بیرون‌ و همچنین روی سطوح طبیعی آب یخ‌بسته مانند استخرها، دریاچه‌ها، و رودها، نمایش داده شود.

## انواع
- پاتیناژ نمایشی
- هاکی روی یخ
- اسکیت سرعت روی یخ
  - اسکیت سرعتی مسیر بلند
  - اسکیت سرعتی مسیر کوتاه
- اسکیت نوردیک[۲]
- باندی
- رینگت

رینگت یک ورزش تیمی است که در سطح یخ انجام می‌گیرد. اصولاً توسط بازیکنان خانم انجام می‌شود.
رینگت سرعت ورزش هاکی و مهارت بسکتبال را به کار می‌گیرد.

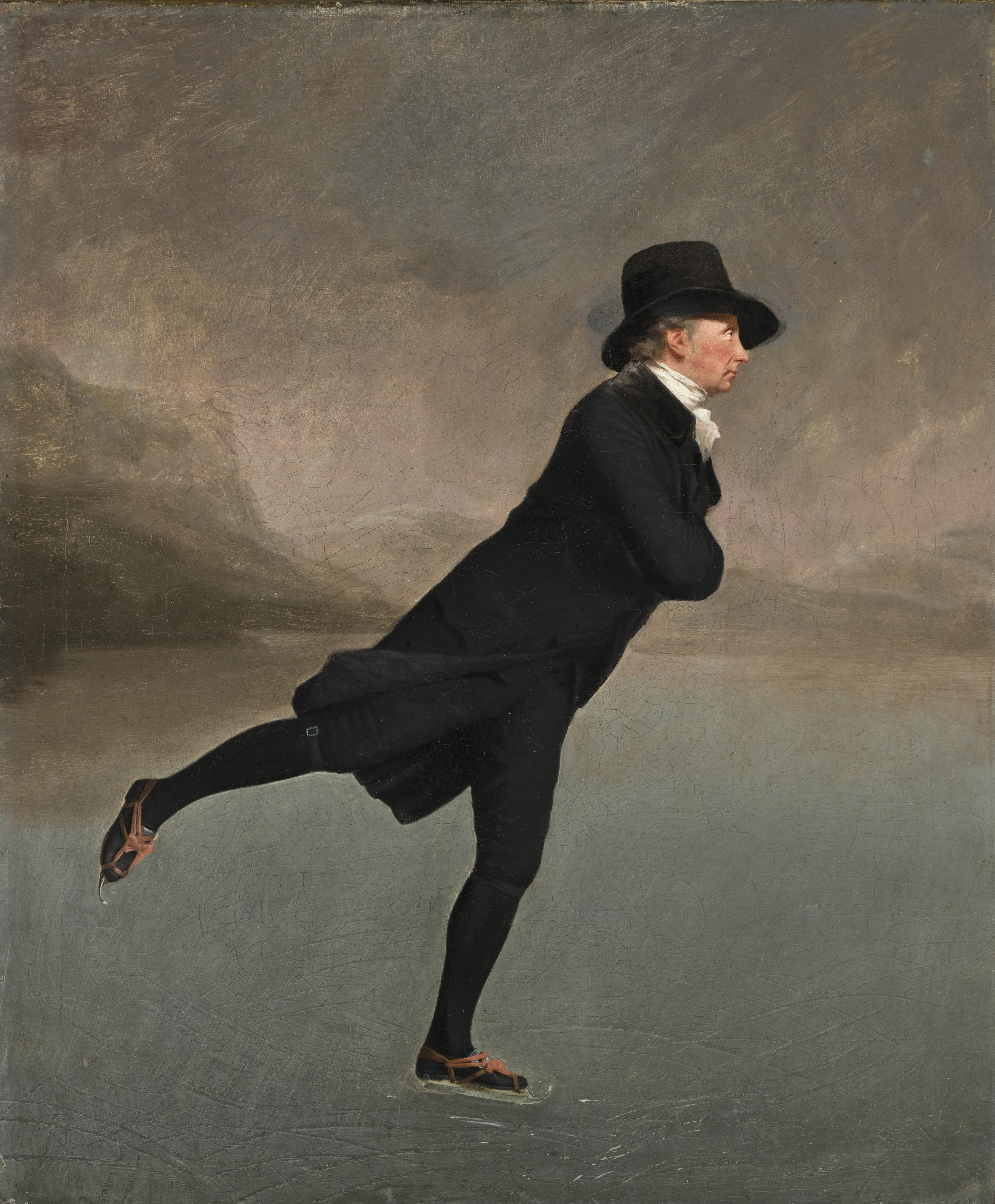
وزیر اسکیت‌سوار نقاشی رنگ روغن اواخر قرن هجدهم منسوب به هنری ریبرن است که اکنون در گالری ملی اسکاتلند در ادینبرو نگهداری می‌شود. از آنجا که این نقاشی از طریق خانواده سوژه منتقل شد، تا سال ۱۹۴۹ عملاً ناشناخته بود، اما از آن زمان به یکی از شناخته شده‌ترین نقاشی‌های اسکاتلند تبدیل شده است. این نقاشی به عنوان نماد فرهنگ اسکاتلند در نظر گرفته می‌شود که در دوران روشنگری اسکاتلند نقاشی شده است.

- برومبال

## نگارخانه

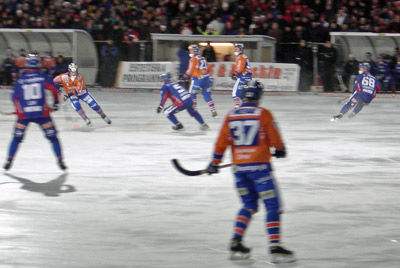
اسکیت باندی
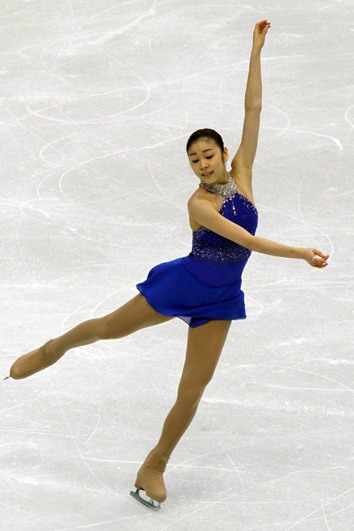
پاتیناژ نمایشی
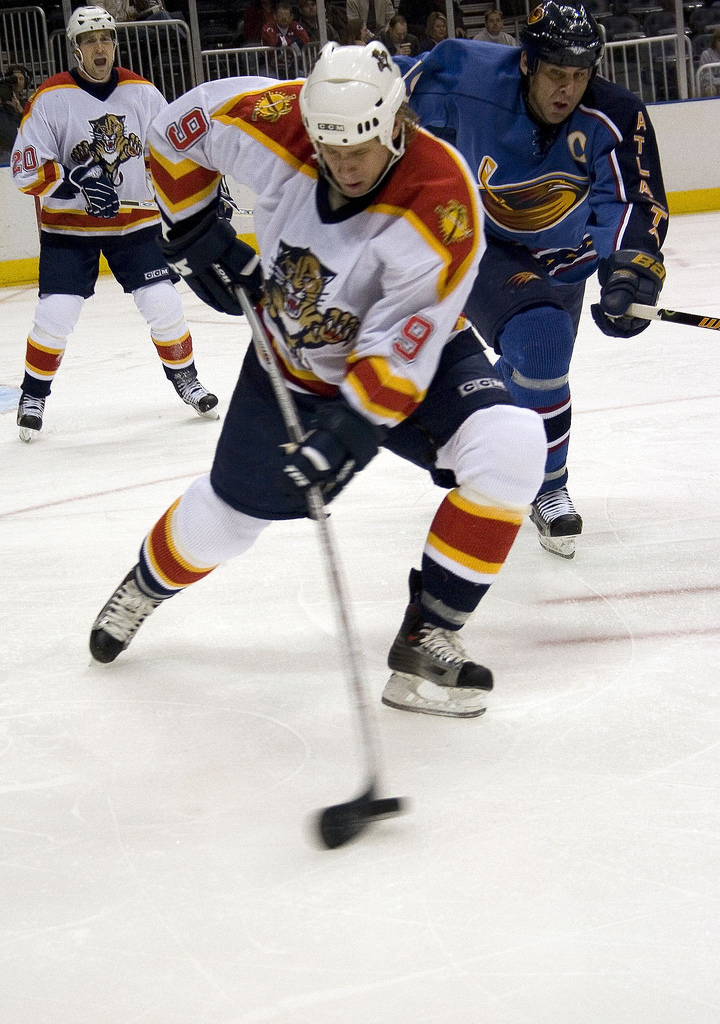
هاکی روی یخ
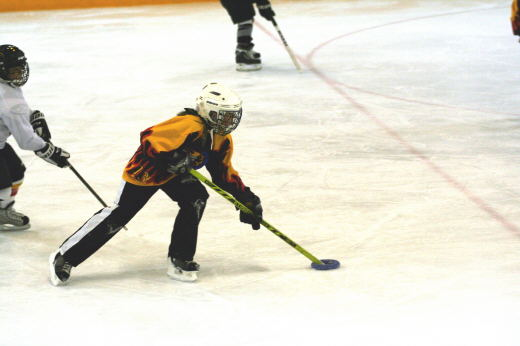
Ringette
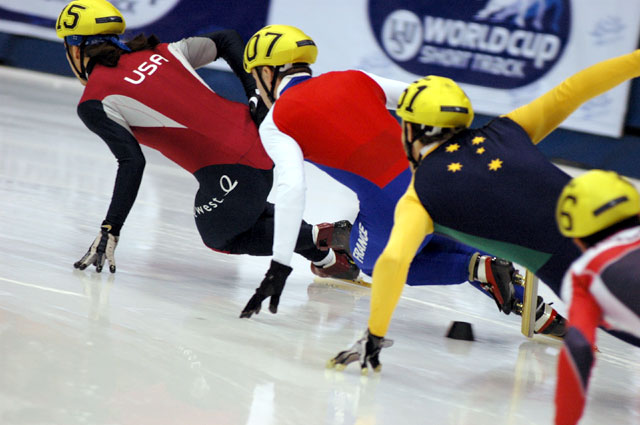
Short track اسکیت سرعت مسیر کوتاه
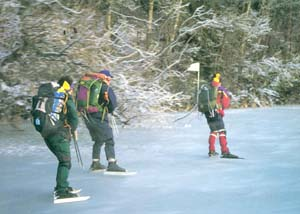
Tour skating
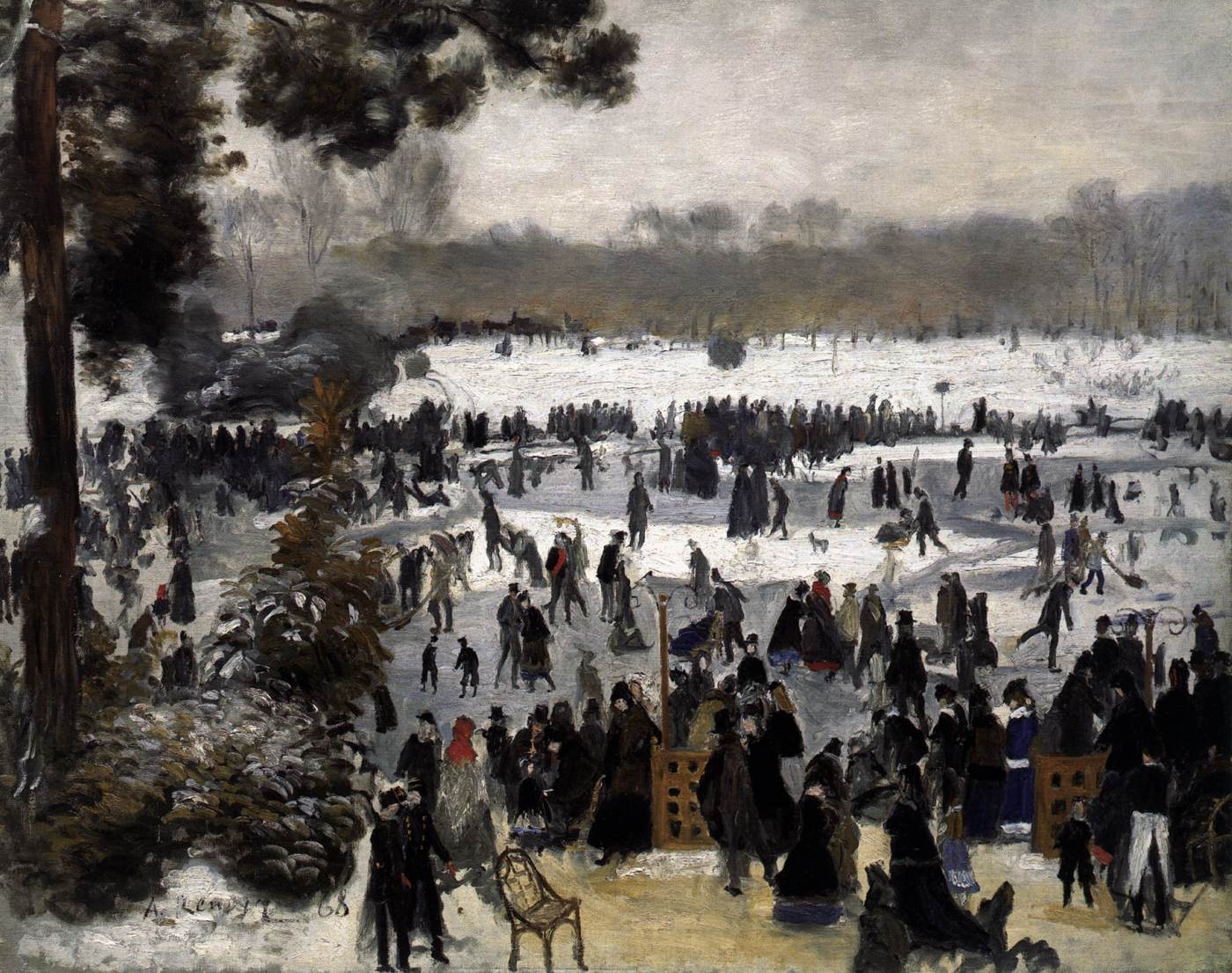
اسکیت‌بازی در پارک بولونی، اثر رنوآر
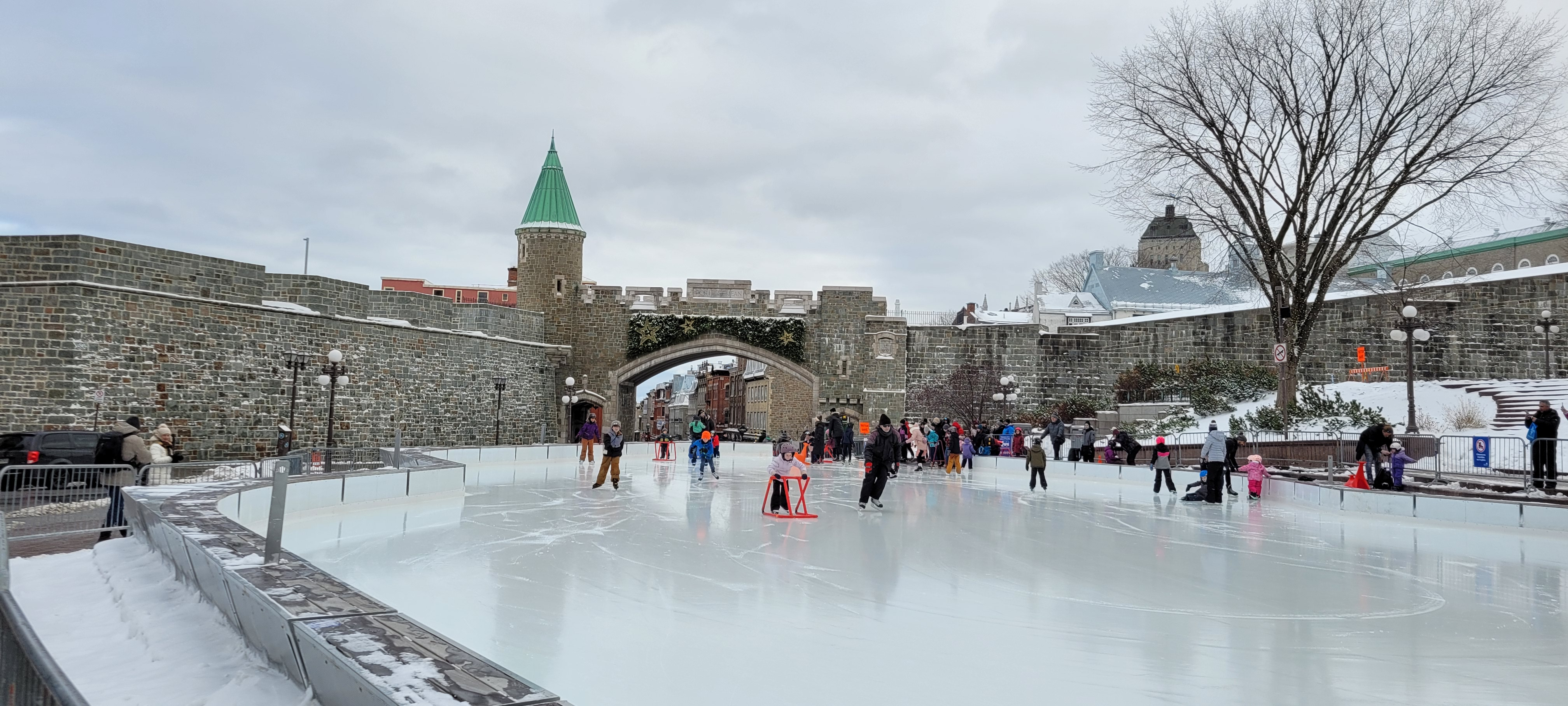
اسکیت روی یخ درشهر کبک